# Cable Twinaxial

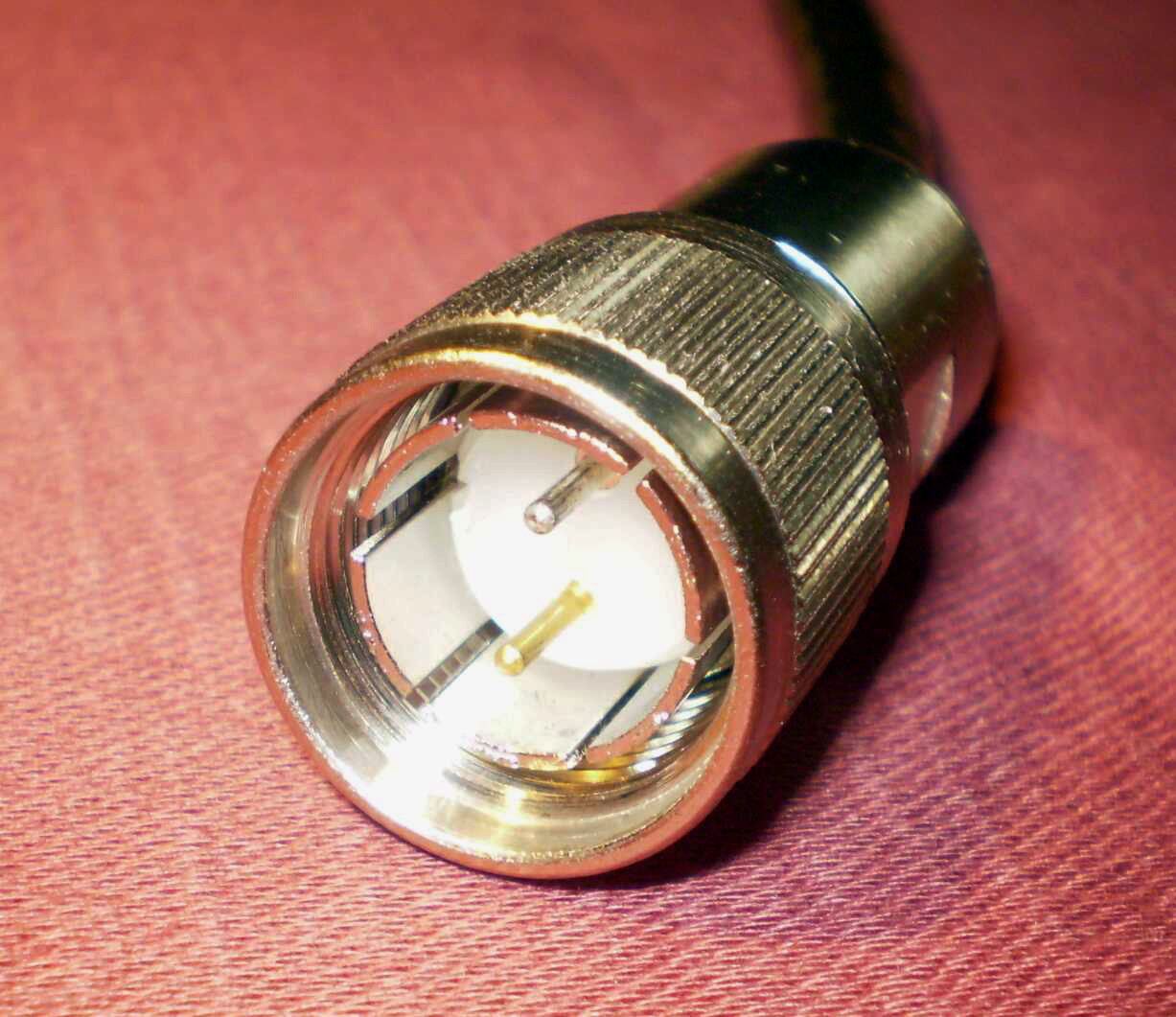
Conector Twinaxial

El cable Twinaxial, o "Twinax", es un tipo de cable similar al cable coaxial, pero con dos conductores internos en lugar de uno. Debido a la rentabilidad, se está volviendo común en las aplicaciones modernas (2013) de señal diferencial de alta velocidad y de muy corto alcance.

## Aplicaciones heredadas

### IBM
Históricamente, Twinax era el cable especificado para las terminales e impresoras IBM 5250, utilizado con los sistemas de gama media System/34, System/36, System/38 y AS/400, y con máquinas IBM Power Systems que ejecutan IBM i. La transmisión de datos es semidúplex, balanceada, a 1 Mbit/s, en un solo par trenzado blindado de 110 Ω.
Con Twinax se pueden direccionar siete dispositivos, desde la dirección de la estación de trabajo 0 a la 6. Los dispositivos no tienen que ser secuenciales.
El Twinax es una topología de bus que requiere una terminación para funcionar correctamente. La mayoría de los conectores en T Twinax tienen una función de terminación automática. Para usar en edificios cableados con par trenzado de categoría 3 o superior, existen balunes que convierten el Twinax en par trenzado y concentradores que convierten una topología de bus en una topología en estrella.
El Twinax fue diseñado por IBM. Sus principales ventajas eran la alta velocidad (1 Mbit/s versus 9600 bit/s) y múltiples dispositivos direccionables por conexión. La principal desventaja era el requisito de cableado Twinax patentado con conectores voluminosos de carcasa roscada.

#### Capa física
Las señales se envían de forma diferencial a través de los cables a 1 Mbit/s (1 μs/bit ± 2%), en código de Manchester, con preénfasis. La codificación de la señal es solo aproximadamente diferencial y no completamente balanceada diferencialmente. En general, una de las dos líneas de señal se conduce a −0,32 V ± 20%, mientras que la otra lleva 0 V. Esto, en sí mismo, podría considerarse como dos señales diferenciales de ±0,16 V superpuestas en un nivel de modo común de −0,16 V. Sin embargo, para proporcionar preénfasis, durante los primeros 250 ns (1/4 de tiempo de bit) después de que una señal se reduce, la línea de señal negativa se conduce a −1,6 V. Durante este tiempo, el voltaje de modo común es −0,8 V.
Esta señal está diseñada para proporcionar un mínimo de ±100 mV al final de 150 m de cable.
Los dos cables se denominan A y B. Para codificar un bit 0, A>B durante la primera mitad del tiempo del bit y A<B durante la segunda mitad. Un bit 1 es lo contrario. Por lo tanto, cada línea de señal se reduce durante 500 o 1000 ns a la vez, de los cuales se enfatizan los primeros 250 ns.

#### Capa de enlace de datos
Un mensaje comienza con cinco bits 1 normales (A en nivel bajo durante 500 ns, luego B en nivel bajo durante 500 ns) para la sincronización de bits, seguido de un patrón de sincronización de cuadros especial, tres veces más largo, que viola las reglas habituales de codificación de Manchester. A se reduce durante 1500 ns, luego B se reduce durante 1500 ns. Esto es como un 1 bit enviado a 1/3 de la velocidad normal (aunque los pulsos de preénfasis siguen siendo de 250 ns)
Este patrón es seguido por hasta 256 tramas de datos de 16 bits. Cada trama de datos consta de un bit de inicio de 1, un campo de datos de 8 bits, una dirección de estación de 3 bits y un bit de paridad par (que incluye el bit de inicio, por lo que equivale a paridad impar solo en los campos de datos y direcciones). A esto le siguen tres o más bits de relleno de 0. Inusualmente para un protocolo de IBM, los bits dentro de cada trama se envían lsbit-first.
Todos los mensajes se envían entre el controlador (maestro) y un dispositivo esclavo. El primer marco en un mensaje del controlador contiene la dirección del dispositivo, de 0 a 6. El campo de dirección de los siguientes marcos puede tener cualquier valor de 0 a 6, aunque generalmente también se establece en la dirección del dispositivo. El cuadro final de un mensaje incluye una dirección de 7 (todos unos) como indicador de fin de mensaje (EOM). Un mensaje de un solo cuadro no tiene un indicador EOM.
Cuando un comando requiere una respuesta, se espera que el dispositivo responda en 30 a 80 μs. La respuesta de un dispositivo también consta de hasta 256 tramas e incluye su dirección en todas las tramas excepto en la última. En este caso, una respuesta de un solo cuadro incluye la dirección EOM y el controlador asume que proviene del dispositivo al que se dirigió más recientemente.
Por lo general, el primer cuadro de un mensaje es un byte de comando y los siguientes cuadros son datos asociados.

### MIL-STD-1553
El MIL-STD-1553 especifica que el bus de datos debe tener una impedancia característica entre 70 y 85 ohmios, mientras que la industria ha normalizado en 78 ohmios. Asimismo, la industria en general ha normalizado el cable conocido como cable Twinax que tiene una impedancia característica de 78 ohms.

## Aplicaciones actuales

### SFP+ Cobre de conexión directa (10GSFP+Cu)

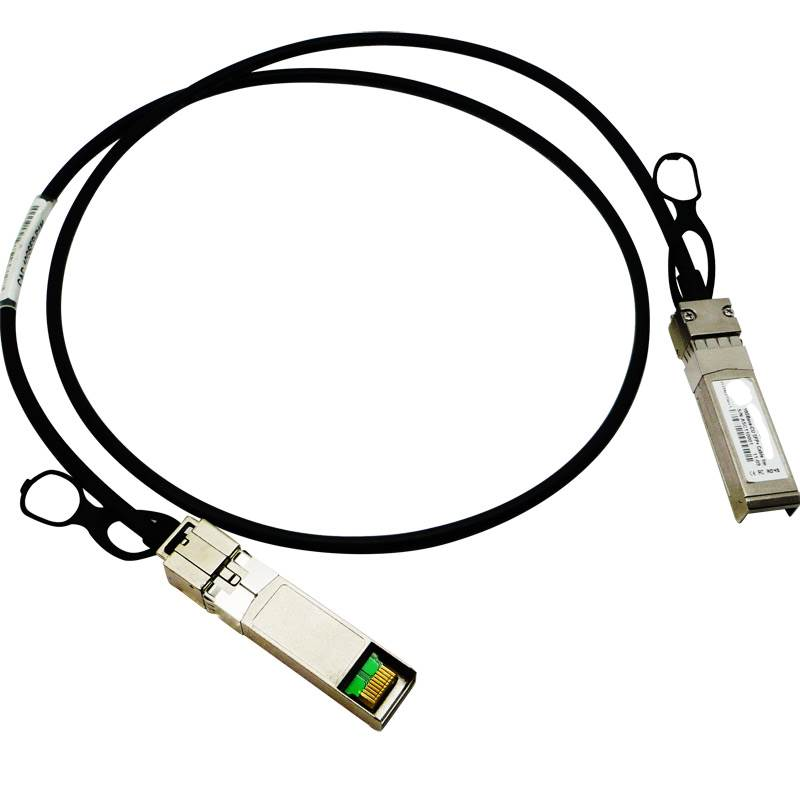
Un cable DAC, tiene conectores SFP+ integrados en cada extremo.

Este es un cable de cobre Ethernet 10 Gigabit que viene en un ensamblaje de cable Twinax (twinaxial) activo o pasivo y se conecta directamente a un alojamiento SFP+. Un cable Twinax activo tiene componentes electrónicos activos en la carcasa SFP+ para mejorar la calidad de la señal; un cable Twinax pasivo es principalmente un cable recto y contiene pocos componentes. Generalmente, los cables Twinax de menos de 7 metros son pasivos y los de más de 7 metros son activos, pero esto puede variar de un proveedor a otro. SFP+ Direct Attach Copper (DAC) es una opción popular para los alcances de hasta 10 m de Ethernet 10G debido a la baja latencia y el bajo costo.
Una aplicación importante es conectar hardware de red a través de sus interfaces SFP+. Este tipo de conexión puede transmitir a una velocidad de dúplex completo de 10 gigabits/segundo en distancias de 5 metros. Además, esta configuración ofrece una latencia del transceptor entre 15 y 25 veces menor que los sistemas de cableado actual 10GBASE-T Cat 6/Cat 6a/Cat 7: 0,1 μs para Twinax con SFP+ frente a 1,5 a 2,5 μs para la especificación actual 10GBASE-T. El consumo de energía de Twinax con SFP+ es de alrededor de 0,1 vatios, que también es mucho mejor que los 4–8 vatios de 10GBASE-T.
Como siempre con el cableado, uno de los puntos a considerar es la tasa de error binario (BER). El cableado de cobre Twinax tiene un BER superior a 10−18 según Cisco y, por lo tanto, es aceptable para aplicaciones en entornos críticos.
| Tamaño del cable AWG | radio de curvatura sostenido |
| -------------------- | ---------------------------- |
| 24                   | 38                           |
| 26                   | 33                           |
| 28                   | 25                           |
| 30                   | 23                           |

Los cables no se deben doblar por debajo de su radio de curvatura mínimo, que depende del tamaño del cable expresado en AWG. La tabla de la derecha resume los valores mínimos típicamente admitidos de radios de curvatura sostenidos para SFP+.
Algunos fabricantes también se refieren a este SFP+ Twinax DAC como "10GBASE-CR", aunque no existe IEEE u otro estándar con ese nombre.

### 100 Gbit Ethernet
El grupo de trabajo IEEE 802.3bj está desarrollando capas físicas 40GBASE-CR4 y 100GBASE-CR10 que utilizan un cable biaxial de 7 m como parte de las especificaciones Ethernet de 100 Gbit; 100G QSFP28 DAC es el tipo principal para esta aplicación.

### Cables SATA 3.0

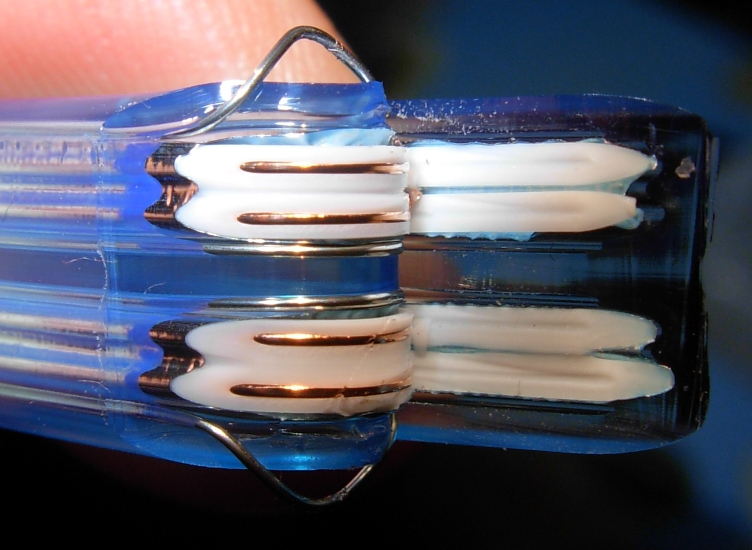
Sección transversal de un cable SATA 3.0, que muestra los conductores duales Twinax para los pares diferenciales.

Los cables SATA 3.0 se implementan mediante Twinax (cable twinaxial).

### DisplayPort
Muchos fabricantes de cableado DisplayPort también utilizan configuraciones Twinax para adaptarse a los estrictos requisitos de pérdida de inserción, pérdida de retorno y diafonía para la señal con velocidad de 2,7 Gbit/s.

### MIL-STD-1553
El cable utilizado para conectar los dispositivos bus y stub MIL-STD-1553 tiene una impedancia característica de 78 ohmios a 1 MHz. Se utiliza un cable de par trenzado de 2 conductores conocido como Twinax para conectar los dispositivos de bus y stub. Los pares aislados están equilibrados y tienen una trenza de protección general alrededor de los pares. La torsión de los pares portadores de señales cancela teóricamente cualquier ruido inducido aleatoriamente causado por el par. Los dos rellenos dieléctricos internos separan la malla de los pares para minimizar la capacitancia de fuga a tierra. Los rellenos también ayudan en la torsión uniforme de los pares. La cobertura trenzada del 90 % protege al par del ruido externo. El cable con revestimiento exterior de PVC es adecuado para uso en laboratorio, mientras que el cable con revestimiento exterior clasificado para alta temperatura es aplicable para uso en vehículos.